# Ried (Dinkelscherben)
Ried ist ein Pfarrdorf und Ortsteil des Marktes Dinkelscherben im schwäbischen Landkreis Augsburg in Bayern (Deutschland).

Zur Gemarkung gehört auch der Weiler Kühbach. Ried befindet sich in der Reischenau und liegt an der Bundesstraße 300.

## Geschichte
1862 bis 1929 gehörte Ried zum Bezirksamt Zusmarshausen und ab 1929 zum Bezirksamt Augsburg, das ab 1939 als Landkreis Augsburg bezeichnet wurde.
Ried mit seinem Ortsteil war eine selbstständige Gemeinde und wurde im Zuge der Gebietsreform in Bayern am 1. Mai 1978 in den Markt Dinkelscherben eingemeindet.

## Pfarrei
Die katholische Pfarrei Mariä Himmelfahrt in Ried gehört zum Dekanat Augsburg-Land im Bistum Augsburg. Zur Pfarrei gehört auch Kühbach. Die Kirche wurde vor 1500 erbaut. Ende des 17. und Anfang des 18. Jahrhunderts wurde das Kirchenschiff mit dem Anbau von Seitenkapellen beiderseits verändert (Dachstuhl von 1725) und barockisiert; von den Werken des Landsberger Bildhauers Lorenz Luidl blieben nach 1850 nur die Madonna im Hochaltar und die Kanzel erhalten. 1903 bis 1905 erhielt die Kirche ihr barockes Erscheinungsbild zurück. 2016 bis 2018 erfolgte eine umfangreiche Instandsetzung und Renovierung.

## Baudenkmäler
Neben der Pfarrkirche sind in die Liste der Baudenkmäler vier Objekte eingetragen:
- Gasthaus, Mitte 18. Jahrhundert
- Bauernhaus aus der 2. Hälfte des 18. Jahrhunderts
- Pfarrhaus, im Kern um 1620, Giebel 1697/98; Muttergottes, um 1720
- Ehemaliges Schulhaus, zweigeschossiger Zeltdachbau, um 1909